# Karl Leinbach
Karl Leinbach (né le 9 novembre 1919 à Gladenbach et mort le 15 juin 2005 à Bad Endbach) est un homme politique hessois (SPD) et membre du Landtag de Hesse. 

## Biographie
Karl Leinbach travaille dans le service postal après l'école primaire. Pendant la Seconde Guerre mondiale, il sert comme soldat, est grièvement blessé et passe deux ans comme prisonnier de guerre. 
Après la guerre, il travaille à nouveau au bureau de poste et devient membre du comité d'entreprise et membre du syndicat des postes. 
Karl Leinbach est marié et père de trois enfants. 

## Politique
Karl Leinbach est membre du SPD depuis 1946. Depuis 1966, il est le président de district de son parti. En matière de politique locale, il est conseiller municipal à Gladenbach depuis 1952. Entre 1968 et 1972 et à nouveau à partir de 1985, il est à la tête du conseil municipal. Leinbach est membre du conseil de l'arrondissement de Biedenkopf (de) depuis 1956 et y dirige le groupe parlementaire SPD. De 1968 à 1974, il est le premier député de l'arrondissement. Avec la formation de l'arrondissement de Marbourg-Biedenkopf, il devient membre du conseil du nouvel arrondissement. 
Du 1er février 1971 au 17 février 1987, il est député du Landtag de Hesse. En 1983, il officie en tant que doyen. 
Il est membre de l'Assemblée fédérale en 1974, 1979 et 1984.